# Coccopygia melanotis
Coccopygia melanotis là một loài chim trong họ Estrildidae.